# Africa Maru
Africa Maru (en japonés: : あふりか丸, Afurika Maru?), también conocido como SS Africa Maru, fue un buque mercante de pasajeros y de carga del tipo paquebote construido por la Mitsubishi Zosen Kaisha (nombre completo en japonés: : 三菱造船株式会社, Mitsubishi Zōsen Kabushiki Kaisha?), en Nagasaki. La embarcación era de propiedad de la Osaka Shosen Kaisha Line (OSK) (nombre completo en japonés: :  大阪商船株式会社, Osaka Shōsen Kabushiki Gaisha?) y se utilizó, al comienzo de su operación, en la ruta Hong Kong-Japón-Tacoma (Estados Unidos). Posteriormente, el vapor fue uno de los que transportó inmigrantes japoneses a Brasil. Sus barcos gemelos fueron el Manila Maru, el Arabia Maru, el Arizona Maru, el Alabama Maru y el Hawaii Maru, los cuales también cumplieron un rol en la inmigración japonesa a Brasil, a excepción del penúltimo. La palabra maru (en escritura japonesa kanji: 丸), que siempre figura al final de las denominaciones de buques, es un sufijo japonés que a ellas se les añade exactamente para indicar que se trata de nombres de barcos.

## Historia

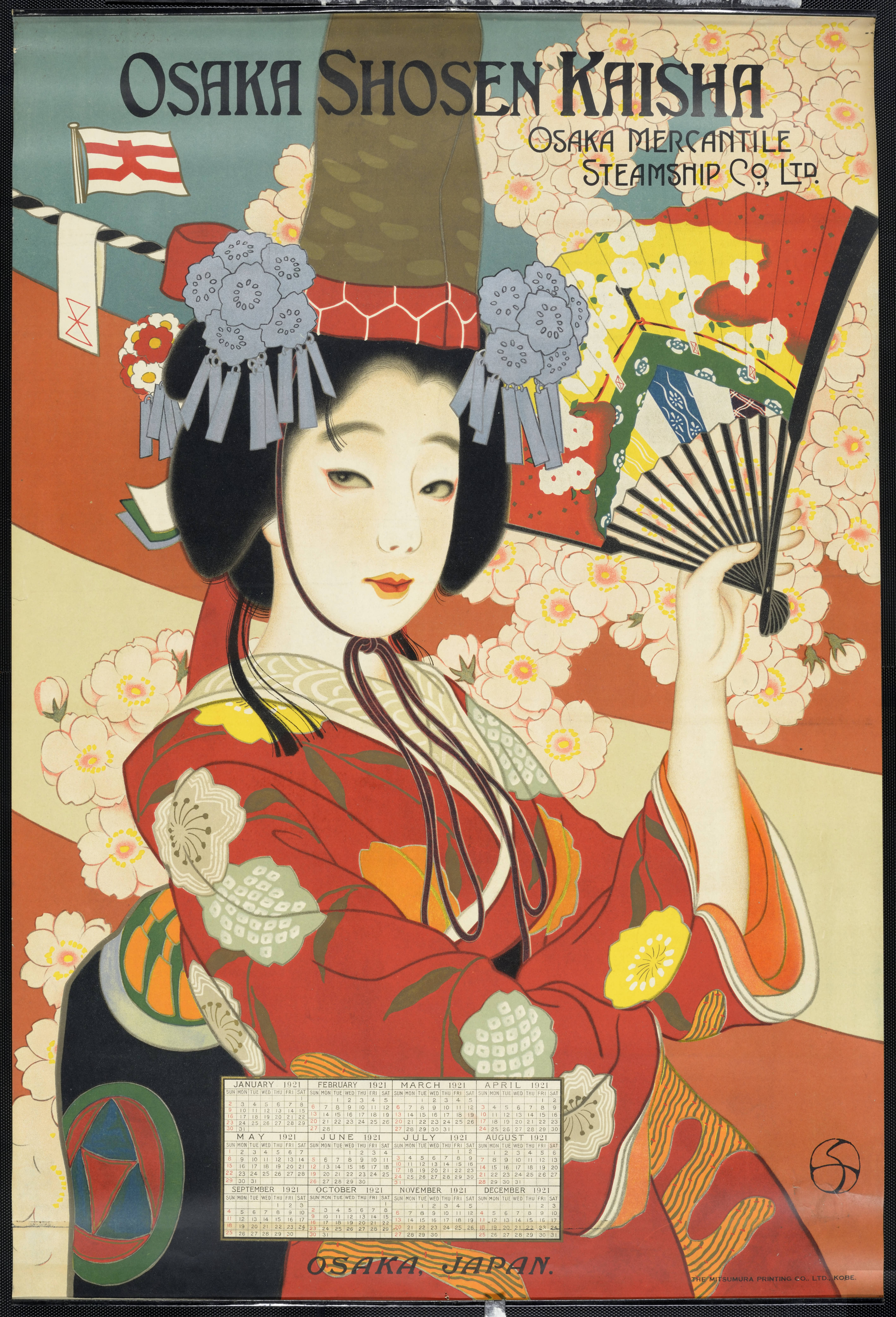
Cartel de la OSK (1921)

Su construcción comenzó el 12 de marzo de 1917, fue botado al mar y se le bautizó Africa Maru el 30 de enero de 1918, se finalizó y se puso en servicio el 28 de febrero de 1918. Inicialmente, el vapor cumplía el itinerario Hong Kong-Japón-Tacoma (Estados Unidos), una línea de la Osaka Shosen Kaisha que llevó a muchos inmigrantes japoneses al noroeste de los Estados Unidos y cuyos puertos de escala incluían ciudades como Shanghái, Kobe, Yokkaichi, Shimizu, Yokohama, Victoria y Seattle . En 1931, la OSK decidió transferir el Africa Maru a una línea marítima que ella operaba en la costa de África Oriental.

## Inmigración
Después de llevar japoneses a Estados Unidos, el barco también fue utilizado en el transporte de inmigrantes japoneses a Brasil entre 1932 y 1936. Antes de él, otros paquebotes ya habían desempeñado este papel, como aquellos que llevaron las primeras diez oleadas de japoneses a Brasil, desde el puerto de Kobe, como el Kasato Maru (18/06/1908), el Ryojun Maru (28/06/1910), el Kanagawa Maru (25/04/1912), el Itsukushima Maru (29/04/1912), el Daini Unkai Maru (07/05/1913), el Wakasa Maru (15/05/1913, 28/10/1913 e 26/04/1914) y el Teikoku Maru (24/10/1913 e 11/05/1914). El Africa Maru desembarcó en Santos, trayendo inmigrantes japoneses, también desde el puerto de Kobe, en las siguientes fechas: 29/07/1932, 11/01/1933, 27/05/1933, 26/10/1933, 27/03/1934, 24/08/1934, 23/01/1935, 23/06/1935, 22/11/1935 e 20/09/1936. Después de eso, el vapor regresó algunas otras veces a Brasil, sin embargo, para otros fines. Un ejemplo de esto fue su último registro en el puerto de Santos, el 27/07/1940, trayendo solo un pasajero sirio desde Buenos Aires.

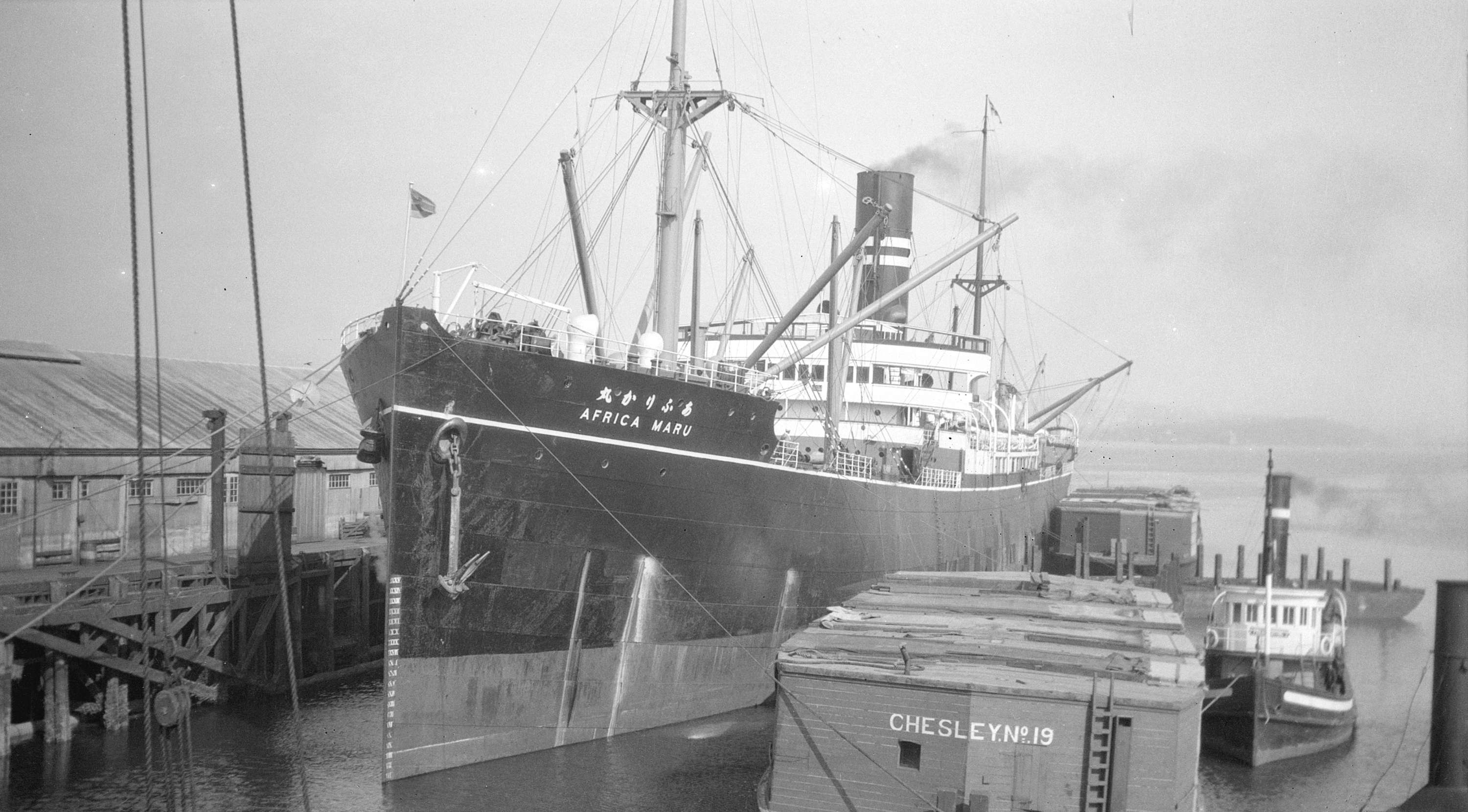
Africa Maru en el Puerto de Vancouver, Canadá. Foto por Walter E. Frost.

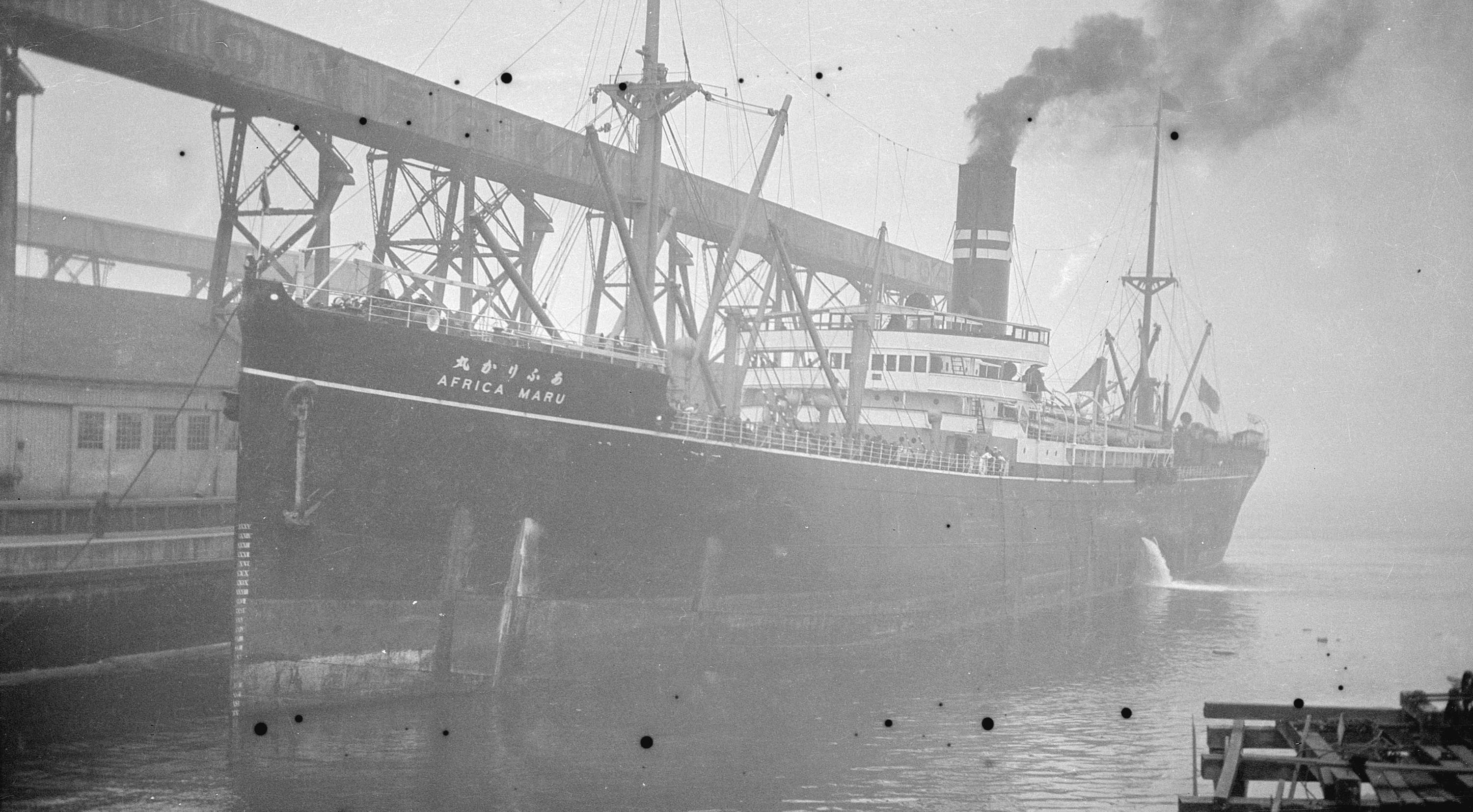
Africa Maru en el Puerto de Vancouver, Canadá. Foto por Walter E. Frost.

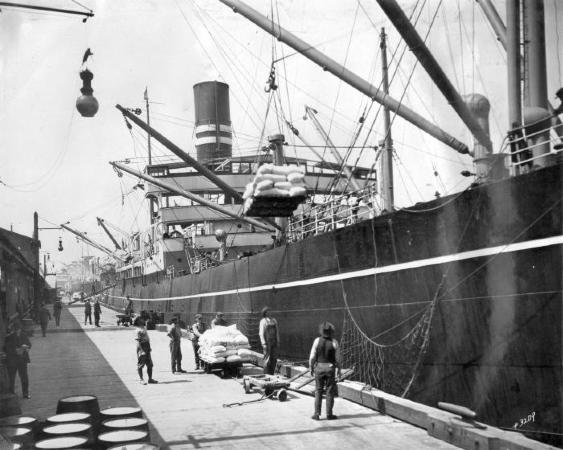
Africa Maru en el muelle CPR del Puerto de Vancouver, Canadá. Foto del Museo marítimo de Vancouver

## Segunda Guerra Mundial
Con la intensificación de la Segunda Guerra Mundial en la región del Pacífico, a vísperas de la entrada de los Estados Unidos en el conflicto (lo que ocurriría luego después del ataque japonés a la base naval de Pearl Harbor, el 7 de diciembre de 1941, señalando el recrudecimiento de la Guerra del Pacífico), el Africa Maru fue requisado por la Armada Imperial Japonesa en octubre de 1941, actuando como un buque de apoyo logístico en el transporte de tropas y suministros. Durante este período, participó en varias operaciones de la Armada Imperial Japonesa en regiones como Filipinas, Timor portugués, Indonesia y Vietnam. El 9 de octubre de 1942, en su último viaje, el vapor salió de Saigón (actual Ciudad Ho Chi Minh, Vietnam), pasando por Taiwán (Formosa), en dirección al puerto de Moji, en Kitakyushu, y a Yokohama, transportando un cargamento de arroz y maíz, 112 tripulantes y 38 pasajeros, incluidos los sobrevivientes del carguero Teibo Maru, una embarcación que había sido torpedeada por el submarino USS Sargo (SS-188). Sin embargo, el 20 de octubre de 1942, el barco fue alcanzado, junto al Yamafuji Maru, que lo acompañaba, por un torpedo disparado por el submarino estadounidense USS Finback (SS-230), en el Mar de China Meridional, en la región del estrecho entre Taiwán y China (ubicación: Latitud 24.26º N, Longitud 120.26º E). Permaneció flotando, pero se hundió en la mañana del 21/10/1942; el mismo destino tuvo el vapor que lo había acompañado en el convoy. Tres miembros de la tripulación murieron en combate. Después del final de la Segunda Guerra Mundial, el flujo de inmigrantes japoneses, que había sido interrumpido por ella, se restableció algún tiempo después. Sin embargo, en el conflicto, Japón perdió un total de 686 embarcaciones de guerra y 2.346 mercantes (total de 3.032), que juntas sumaron 1.965.646 toneladas y 8.618.109 toneladas, respectivamente (total de 10.583.755); por lo tanto, debido a la destrucción de gran parte de la flota naval japonesa, se construyeron otros barcos para esta tarea. Un ejemplo de esto es la presencia de otro paquebote también bautizado como Africa Maru (lo que sería un Africa Maru II), perteneciente a la misma OSK, que participó en este momento migratorio del posguerra que trajo inmigrantes japoneses a Brasil entre 1953 y 1964. Naturalmente se trata de otro buque, dado el hundimiento y la pérdida del anterior.